# CU2030
CU2030, tot 2008 ook wel bekend onder de noemer Aanpak Stationsgebied, is een stedenbouwkundig project uit de jaren '00 (planvorming en voorbereiding) en de jaren '10 en later (bouw), dat als doel heeft om het stationsgebied van Utrecht veiliger en leefbaarder te maken door de fouten uit het voorgaande Plan Hoog Catharijne te herstellen, en de groei van de stad op te kunnen vangen. De naam 'CU2030' staat zowel voor 'see you 2030' (waar 2030 staat voor een algemeen gevoel van de toekomst) als voor 'see you too 030' (waar 030 naar het netnummer van Utrecht refereert).. 
Sinds 2018 heeft Utrecht door CU2030 een stationsgebied met meer ruimte voor voetgangers en verblijf: bij de herstelde Catharijnesingel, op het stationsplein, op de stationspassage, op het Stadsplateau, op het Forum en op het Jaarbeursplein zijn banken en andere zitplekken geplaatst om te verblijven of om te recreëren, al dan niet met gebruik van de nieuw ontwikkelde horeca bij de meeste van deze gebieden. Het voorgaande Plan Hoog Catharijne met het verwarmde winkelcentrum en nationale winkelketens, en de autoweg de Catharijnebaan die naar de zes parkeergarages leidde, was vanaf de jaren 1960 ontstaan in een context van het ontstaan van de consumptiemaatschappij: van een opkomende middenklasse en een groeiende (auto)mobiliteit. Het nieuwe plan CU2030 is vanaf de jaren 2000 ontstaan en uitgevoerd in een context van verdere globalisatie en lokalisatie (glokalisatie: het "gelijktijdig optreden van zowel universaliserende als verbijzonderende tendensen in hedendaagse sociale, politieke en economische systemen."). Utrecht is, zoals meer steden in de wereld, uitgegroeid tot een stad met expats en internationale studenten, en in het vernieuwde winkelcentrum hebben zich diverse internationale ketens en merken gevestigd. Tegelijk was een van de speerpunten uit het plan CU2030 het herstellen van de eeuwenoude singel uit de middeleeuwen.

## Overzicht & Masterplan
Het zogenaamde Masterplan Stationsgebied is vastgesteld in 2006 en bedacht door de gemeente Utrecht. De hoofdontwerpers waren Willem Smits, Frank van der Zanden van de Gemeente Utrecht en Henk Bouwman van HKB Stedenbouwkundigen. De problematiek van het voorgaande Plan Hoog Catharijne was onder meer dat het complex erg naar binnen gekeerd was en op straatniveau resulteerde in honderden meters kale plinten, distributiestraten en een autoweg (met de lay-out van een snelweg) die op de plaats van de voormalige Catharijnesingel lag. Doordat Hoog Catharijne één groot overdekt complex was, werd de herkenbaarheid (zowel buiten als binnen het complex) van de afzonderlijke gebouwen bemoeilijkt. Met een tussenliggend plan, het Utrecht City Project (dat niet is uitgevoerd), lag de nadruk aanvankelijk zoveel mogelijk op het terugbrengen van het openbare leven in het stationsgebied naar het straatniveau. Terwijl het concept van het Plan Hoog Catharijne juist gebaseerd was om de publieke en winkel-voorzieningen op traverse-niveau te ontwikkelen: hiermee werden tegelijk barrières zoals de Catharijnebaan/Catharijnesingel en het stationsemplacement (letterlijk) overbrugd. Uiteindelijk is er met CU2030 voor gekozen om dat laatste concept te handhaven maar om daarnaast wel alternatieve routes tussen het station en de binnenstad te ontwikkelen. Er is ook uitgebreid afgewogen hoe de overgang tussen het straatniveau en het winkelniveau op de eerste etage bij de knooppunten, de Catharijnesingel en het stationsplein, het beste ingericht kon worden. Bij de te herstellen Catharijnesingel heeft dat geleid tot de Catharijneknoop en voor het station tot het Stationsplein Oost. Bij het Vredenburg en de Catharijnesingel is ervoor gekozen om ook zoveel mogelijk activiteit te ontwikkelen op straatniveau, pas na de Catharijnesingel richting het westen (tot aan het Jaarbeursplein) liggen de winkels en de publieke voorzieningen voornamelijk op 'traverse-niveau'. Daarbij is alleen het winkelcentrum  een binnenruimte gebleven maar voor het stationsplein en voor de stationspassage is gekozen voor een dak cq. overkapping in de open lucht (het stationsgebouw zelf is daarbij wel een binnenruimte). Onder meer om het straatleven in de openbare buitenruimten weer terug te krijgen is ook besloten om het complex te splitsen: zo zijn het station, het winkelcentrum, TivoliVredenburg en het Beatrixgebouw afzonderlijke gebouwen geworden: op het Beatrixgebouw na hebben de genoemde gebouwen cq. complexdelen ook allen een 'metamorfose' ondergaan. De plannen voor het Stationsgebied bestaan uit verschillende deelprojecten. Hieronder staan alle deelprojecten van het plan.

Klik op de naamkaartjes om door te gaan naar de desbetreffende pagina

### Uitgevoerd
| - Noordertunnel - De Vredenburg - TivoliVredenburg - Stadskantoor Utrecht - Herinrichting Vredenburg (straat) - Stationsplein West - Paardenveld en -brug (her aanlegging van Catharijnesingel) - Vredenburgknoop (aanleg bruggen over Catharijnesingel) - Utrecht Centraal - Moreelsebrug - Kinepolis Jaarbeurs - Rijkskantoor de Knoop - Marga Klompébrug | - Fietsenstalling Knoop - The Green House - WTC Utrecht - Herinrichting Jaarbeursplein - Noordgebouw - Herontwikkeling Vredenburg (plein) - Herinrichting (noordelijk deel) Croeselaan - Het Platform (gebouw) - Stationsplein - Herstel van de Catharijnesingel - Kantoorgebouw Central Park - Aanleg nieuwe HOV tram en -busbanen - Forum (voetgangersplateau vanaf de Moreelsebrug en het Rabobank Bestuurscentrum langs het station naar de Van Sijpesteijnkade) - Hoog Catharijne |

### In uitvoering
| - Galaxy Tower - Jaarbeurshallen en -terein - Moreelsehoek | - Van Sijpesteijnkade - Smakkelaarsveld - Wonderwoods |

### In voorbereiding
| - Beurskwartier - Jaarbeurspleingebouw | - Tuinen van Moreelse - Westplein wordt ontwikkeld tot Lombokplein |

## Vredenburgknoop

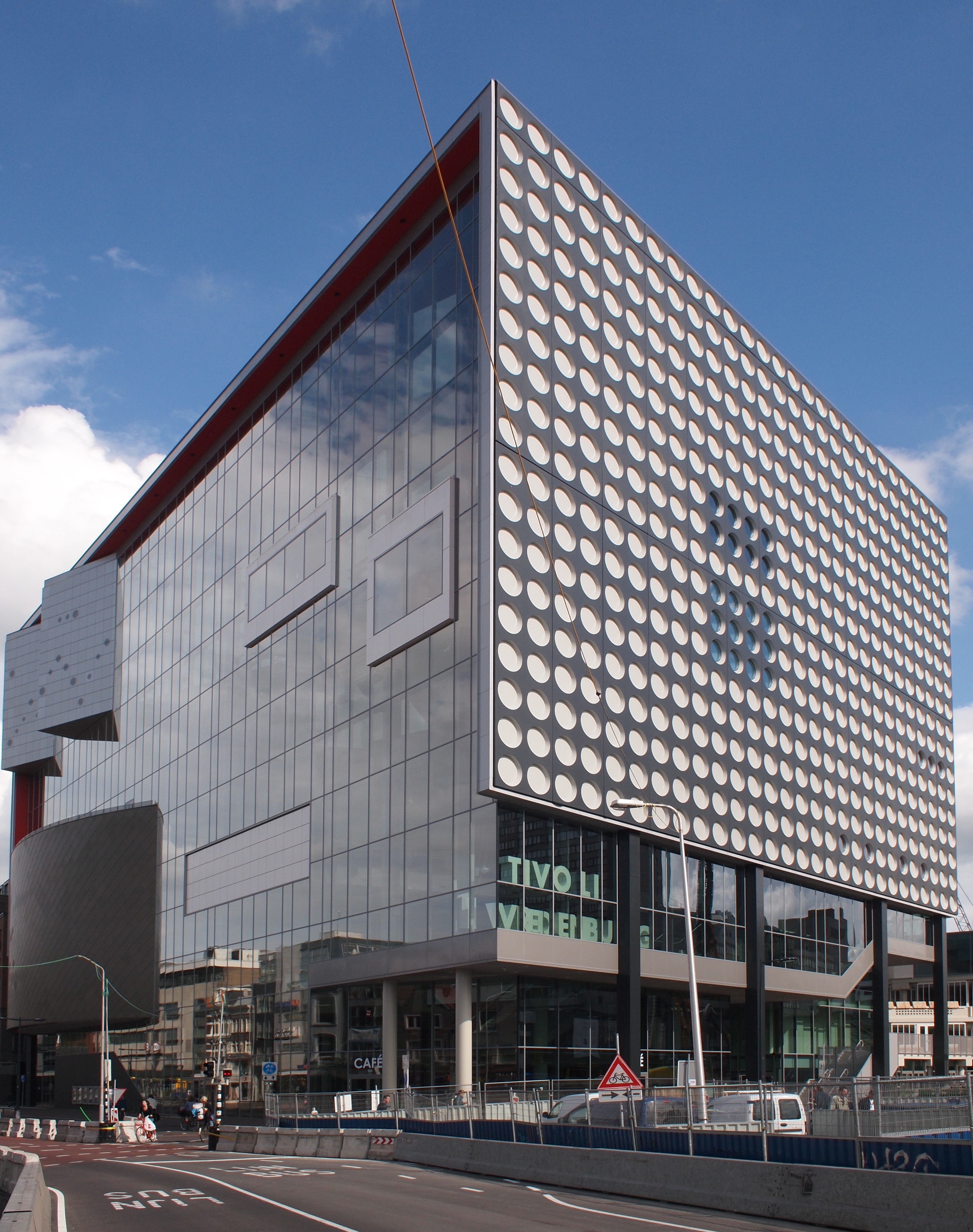
TivoliVredenburg in augustus 2014

Over de nieuw aangelegde Catharijnesingel is er een aantal nieuwe oversteken gekomen. Ter hoogte van de Knipstraat en de Mariaplaats zijn bruggen gebouwd. De Gildentraverse vanaf het Vredenburg naar de MediaMarkt in Hoog Catharijne is afgebroken. Daar waar de Leidse Rijn en de Catharijnesingel samenkomen is een stelsel van bruggen ontwikkeld met als werktitel de Vredenburgknoop. De aanleg is begonnen op 2 april 2013 en is in het voorjaar van 2016 afgerond.
Het Vredenburg sluit weer aan op de herstelde Catharijnesingel en loopt via een nieuw kruispunt naar het Smakkelaarsveld en de OV-terminal. Dagelijks passeren hier ruim 18.000 fietsers en 2.500 bussen de route van het Smakkelaarsveld over de Catharijnesingel naar Vredenburg. In dit nieuwe ontwerp zijn auto’s, bussen, fietsers en voetgangers van elkaar gescheiden. De ontwikkelaar was de gemeente Utrecht.

## Vredenburg
- Vredenburg; In 2014 is de straat Vredenburg heringericht, het plein Vredenburg heeft in 2019 nieuwe betegeling gekregen. Het Vredenburg heeft onder meer dienstgedaan als locatie voor de veemarkt, de kermis en als ondergronds parkeerterrein. De laatste jaren wordt het plein op woensdag, vrijdag, zaterdag en koopzondag gebruikt voor de warenmarkt. De markt is tijdens en na de verbouwing op het plein opengebleven.
- De Vredenburg
- TivoliVredenburg; Tussen 2009 en 2014[4] is het Muziekcentrum Vredenburg verbouwd tot het TivoliVredenburg. Van het oorspronkelijke complex is alleen de Grote Zaal behouden gebleven. De architect van het eerste gebouw, Herman Hertzberger, is coördinerend architect, bijgestaan door Jo Coenen en Thijs Asselbergs. Boven deze zaal zijn enkele nieuwe zalen gebouwd, waaronder een accommodatie voor het poppodium Tivoli.

In 2013 werd de voorlopige naam Muziekpaleis vervangen door TivoliVredenburg. Het gebouw wordt vanaf medio 2014 geëxploiteerd door een stichting waarin het oude Muziekcentrum Vredenburg, Tivoli en SJU zijn opgegaan.

## Catharijnesingel

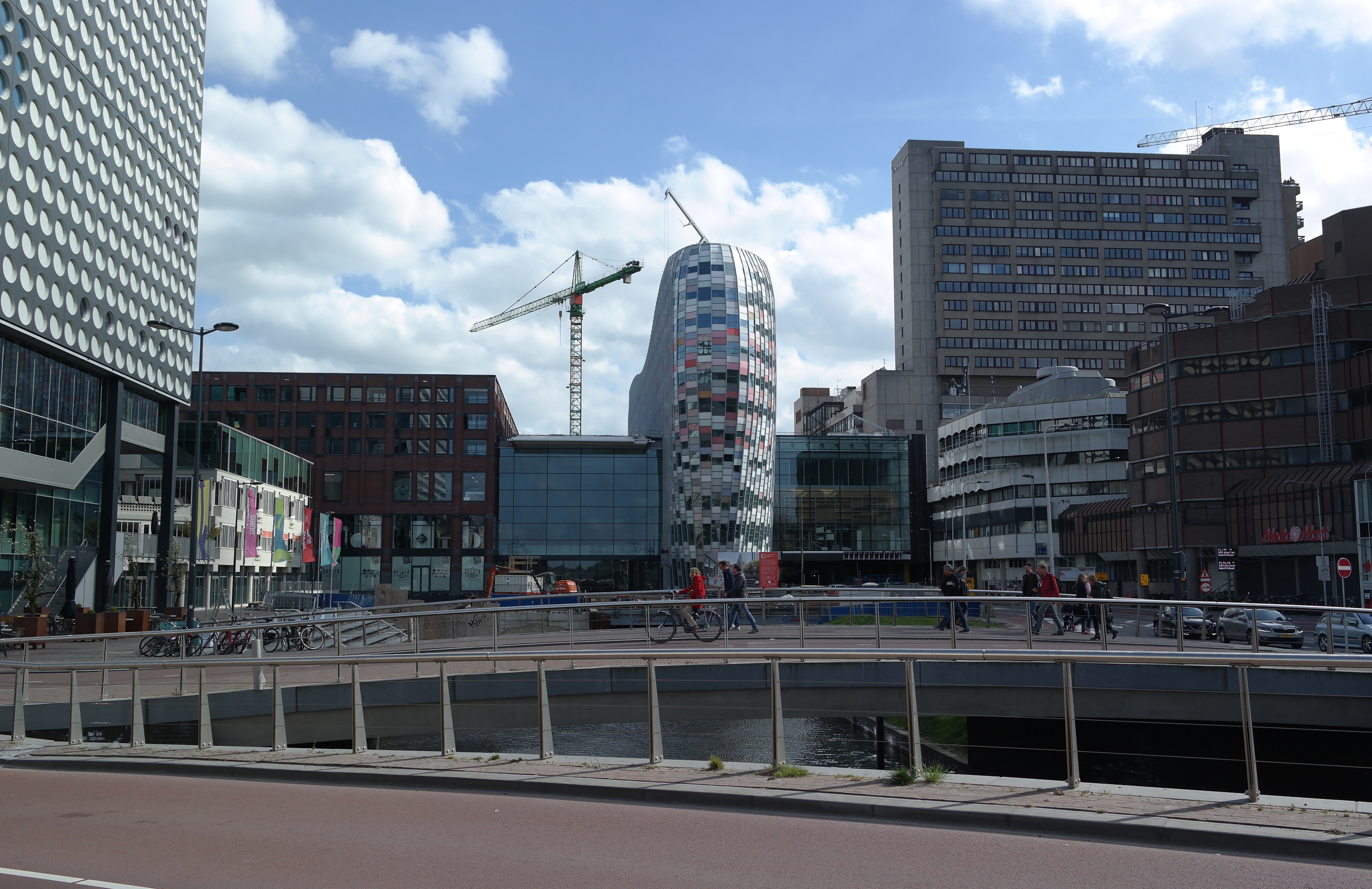
Catharijneknoop en TivoliVredenburg in april 2017: de herstelde Catharijnesingel vanuit de Vredenburgknoop (op de foto zijn twee bruggen daarvan deels zichtbaar) met v.l.n.r. TivoliVredenburg, het (rode) Entreegebouw, de (glazen) Stadskamer, het Poortgebouw (in het midden), het (glazen) Bruggebouw en het oudere deel van Hoog Catharijne.

In de jaren 1970 werd de Catharijnesingel gedempt. Het water is in 2020 weer teruggebracht. De singel moet de uitstraling krijgen van een stadsgracht met werven, horeca en winkels. Hiermee is de historische singelstructuur rond de binnenstad hersteld. De singel sluit aan op de Leidse Rijn, als onderdeel van de toekomstige vaarverbinding naar de "De Munt". De plek waar de Catharijnesingel en de oversteek van Hoog Catharijne elkaar kruisen is veranderd. In de oude situatie was de begane grond ingericht als doorgaande verkeersroute, in tegenstelling tot de winkel-traverse dat een niveau hoger lag. De binnen- en buitenruimte zijn nu veel meer met elkaar vervlochten geraakt. Naast de hoofdentree van TivoliVredenburg aan de Catharijnesingel is ruimte gemaakt voor de twee horecaterrassen van TivoliVredenburg. Brede trappen, die afdalen naar het water, vormen de kademuur. Onder Hoog Catharijne liggen boven de waterspiegel aan de zijde van TivoliVredenburg monumentale restanten van het voormalige kasteel Vredenburg.

## Beurskwartier

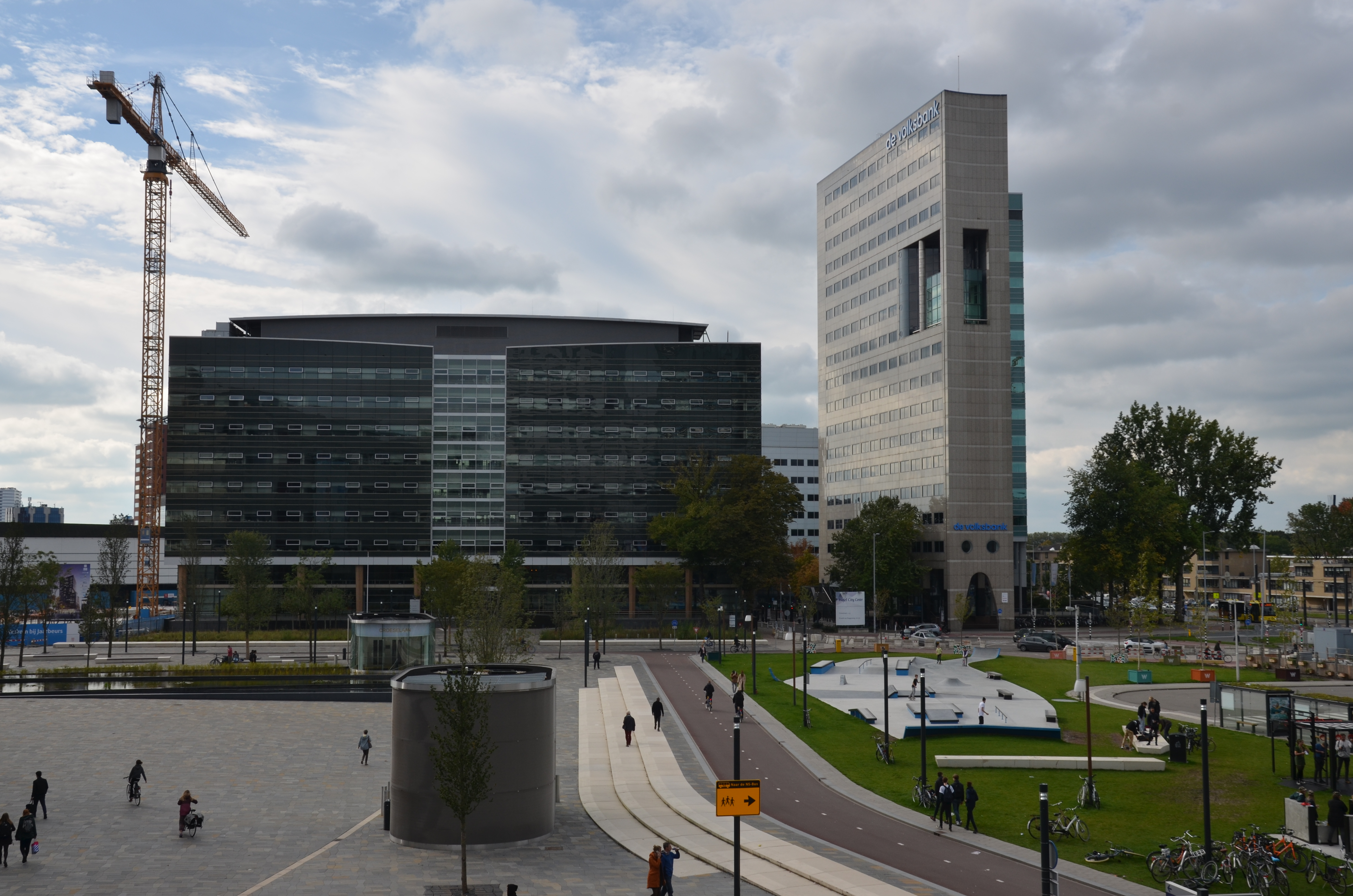
Het Jaarbeursplein in 2019 na de herinrichting in het kader van CU2030

Naast het verhoogde Stationsplein West met het Stadskantoor en het Central Park-gebouw dat momenteel (december 2020) wordt gebouwd, zijn er in de jaren 1960, 1990 en 2010 op de begane grond aan het Jaarbeursplein meerdere gebouwen ontwikkeld zoals de "De Volksbank" en een ander kantoor, het NH-hotel, het Beatrixgebouw en een WTC. Er komt een gebouw met onder meer een Amrâth-hotel. Vlakbij ligt de Jaarbeurs met de megabioscoop Kinepolis Jaarbeurs. De ontwikkelaar is de gemeente Utrecht.
- Amrâth Galaxy Tower
- Wonderwoods
- Central Park
- Jaarbeursgebouw
- Centrumboulevard
- Jaarbeursboulevard\Croeselaan

Holland Casino; Volgens de oorspronkelijke plannen zou er een casino schuin tegenover het Beatrixgebouw gebouwd worden, dat het tijdelijke casino aan de achterzijde van de Jaarbeurs moet vervangen. Het gebouw zou te komen liggen aan de Croeselaan. De hoofdentree van het casino zou dan zichtbaar zijn vanaf het Jaarbeursplein. Op de begane grond zou het gebouw open en transparant zijn met publieksfuncties die aansluiten op de voetgangersgebieden. Omdat Holland Casino in financiële moeilijkheden verkeert was de kans gering dat dit plan zou worden uitgevoerd. Sinds 2018 stond vast dat Holland Casino uit het centrum van Utrecht zou verhuizen naar een nieuw te ontwikkelen gebouw naast de A12 in het zuiden van Utrecht en naast het in 2017 geopende Van der Valk-hotel. Het casino is in september 2021 daar geopend.
Kinepolis bioscoop; op 7 maart 2017 is op het jaarbeursterrein in Utrecht een megabioscoop van Kinepolis geopend. Deze bioscoop heeft 14 zalen. Het gebouw is ongeveer 18 meter hoog en 90 bij 147 meter, en heeft een capaciteit van 3.200 bezoekers. De begane grond is grotendeels openbaar toegankelijk en bestaat uit een entree en passage tussen de toekomstige centrumboulevard en het parkeerterrein van Jaarbeurs. Het ontwerp werd geleverd door Snelder Architecten

## Stationspleinen
De OV-terminal is een zelfstandig gebouw geworden. Aan zowel de oost- als de westzijde zijn entree's gerealiseerd met een groot, verhoogd voorplein. Deze pleinen zijn onderling verbonden door een looproute langs de hal van de OV-terminal. In 2015 is deze stationspassage grotendeels in gebruik genomen maar pas met de opening van het stationsplein in februari 2018 werd dit de kortste route tussen het Jaarbeursplein en Hoog Catharijne.

### Oorspronkelijk plan Nieuwe Stationsstraat
Aanvankelijk was er sprake van de realisatie van een Nieuwe Stationsstraat. De straat zou gaan liggen tussen het station en Hoog Catharijne en 33 meter breed zijn (Waarvan ongeveer: 15 meter voetpad, 8,5 meter groenstrook, 3,5 meter rijweg, 3,5 meter fietspad, 2 meter voor taxi's en kiss & ride). De straat zou een brede straat worden met tamelijk beperkte ruimte voor auto's. Voor auto's en taxi's zou sprake zijn van eenrichtingsverkeer, met de ingang naar de OV-terminal en de ingangen naar de fietsenstallingen en winkels aan deze straat. De oude streek- en stadsbusstations zouden plaats voor één nieuwe, grotendeels op de locatie van het oude streekbusstation. Vanaf deze plek zouden alle bussen vertrekken met oostelijke bestemming. Boven dit busstation zou een fietsgebouw komen voor 9000 fietsen. Dit plan is later gewijzigd: zie  onderstaande paragraaf "Stationsplein Oost".

### Stationsplein Oost

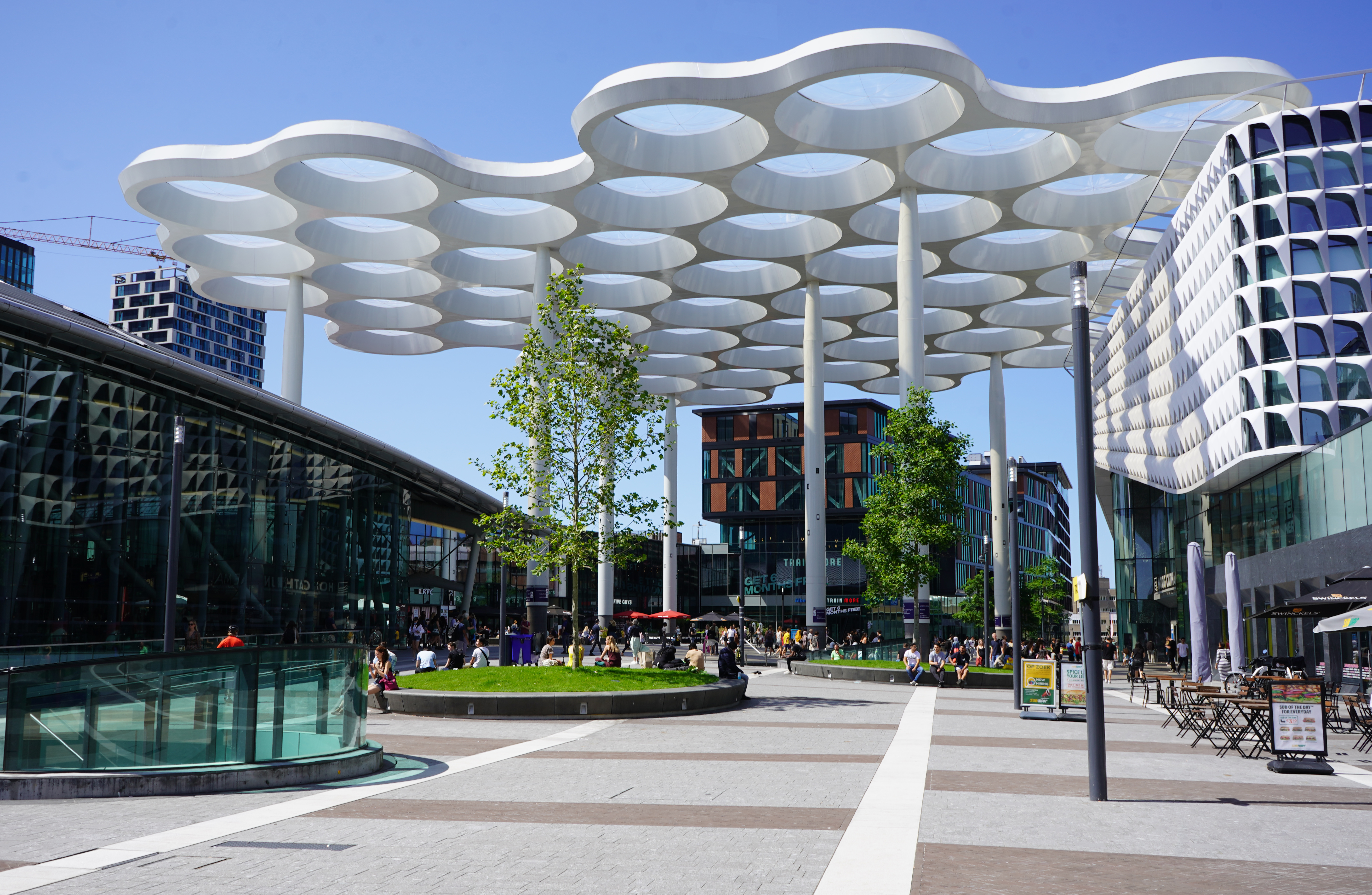
Stationsplein Oost vanuit het zuiden met midden op de achtergrond het Noordgebouw, links zit de OV-terminal en rechts de nieuwe ingang van het eveneens vernieuwde Hoog Catharijne

Hoog Catharijne en het station zijn ‘losgeknipt’. De stationstraverse is afgebroken. Daarvoor in de plaats is een groot verhoogd plein gekomen, gedeeltelijk in de open lucht. Onder het plein is een fietsenstalling gerealiseerd, die plaats biedt aan 12.500 fietsen. De ontwikkelaar is de gemeente Utrecht geweest. De gevels van Hoog Catharijne worden opgeknapt en krijgen op straatniveau verschillende functies voor meer levendigheid in dit gebied. Op de plek van het eerdere stadsbusstation staat is een nieuw gebouw met winkels en kantoren gekomen, met als naam "Noordgebouw". Onder dit gebouw is een aansluiting gemaakt tussen de bestaande fietsenstalling onder de sporen 1 t/m 4 en de grote stationspleinfietsenstalling. Ook de ingang van de Noordertunnel naar de sporen is in dit gebouw gekomen. In plaats van een groot busstation is een gecombineerd tram/bus-station gebouwd op de plek van het voormalige streekbusstation. Het is het beginpunt van de Uithoflijn en de verwachting is dat medio 2022 ook de trams naar Nieuwegein en IJsselstein van dit tramstation gebruik gaan maken. Een kleiner deel van het tram/busstation wordt gebruikt door enkele buslijnen waaronder U-link 28 die, volledig via HOV-busbanen, Leidsche Rijn verbindt met het Utrecht Science Park. Boven de tramperrons is in plaats van het fietsgebouw Het Platform gerealiseerd: een gebouw met vooral woningen maar ook met een fitnesscentrum.

### Stationsplein West
Vanaf het Jaarbeursplein leidt een trappenpartij naar het verhoogde Stationsplein West. Onder deze trappen is een fietsenstalling gekomen voor 4200 fietsen. Stationsplein West sluit aan op de westelijke entree van de OV-terminal en het Stadskantoor van de Gemeente Utrecht. De stalling overbrugt het hoogteverschil tussen het Jaarbeursplein en het niveau van het vernieuwde station en het Stadskantoor. Het hoogteverschil van circa acht meter wordt overbrugd door een trap die over de gehele breedte loopt. Deze trap kan als tribune gebruikt worden bij voorstellingen en manifestaties op het Jaarbeursplein. De architecten zijn Dick Baggerman en Matthieu Derx en de ontwikkelaar is de gemeente Utrecht geweest.

## Nieuw Hoog Catharijne
Van 2012 tot 2020 is Hoog Catharijne grondig verbouwd (alleen een deel van het Godebaldkwartier moet tot 2025 nog gerenoveerd worden). Het ontwerp van de architectenbureau Altoon + Porter Architects met de bedoeling dat hiermee een volledige integratie tussen het winkelcentrum en de binnenstad tot stand zou komen. Twee assen verbinden de stad vanaf het plein Vredenburg via het winkelcentrum met het station.
Het winkelcentrum wordt uitgebreid met 35.000 m². Het gaat om in totaal 23.000 m² winkelruimten en 19.000 m² aan winkelpassages, 11.000 m² hotel- of kantoorruimte. 6.000 m² winkelruimten in het bestaande Hoog Catharijne wordt gerenoveerd.
De oude traverses op winkelniveau boven de voormalige Catharijnebaan zijn gesloopt. Daarvoor in de plaats is een lage oversteek gekomen op de begane grond over de herstelde Catharijnesingel, de zogenaamde Catharijneknoop. De Catharijneknoop zelf heeft geen winkels en loopt over in het Poortgebouw.
- Entreegebouw; Hoog Catharijne heeft op de plek van het voormalige Peek & Cloppenburg-gebouw aan het Vredenburgplein een nieuw Entreegebouw gekregen met twee ruime ingangen en looproutes naar het Stationsplein Oost. Dit gebouw zorgt voor een vloeiende overgang tussen het niveau van de oude stad en dat van Hoog Catharijne. Dit gebouw heeft naast de winkels 76 appartementen. Onder het Entreegebouw is de bestaande Vredenburg parkeergarage uitgebreid tot een met vijf ondergrondse lagen met een capaciteit van 1300 auto's. De garage is deels gesitueerd onder het water en het Poortgebouw, met inritten ter hoogte van Knipstraat en Spoorstraat.

- Poortgebouw; Dit is een nieuw middengebouw van glas en gekleurd aluminium met daarin horeca, winkels, een hotel en appartementen. Het Poortgebouw heeft aan de buitenzijde een trap naar het werfniveau van de herstelde Catharijnesingel, onder andere ten behoeve van rondvaarten.

## OV-Terminal

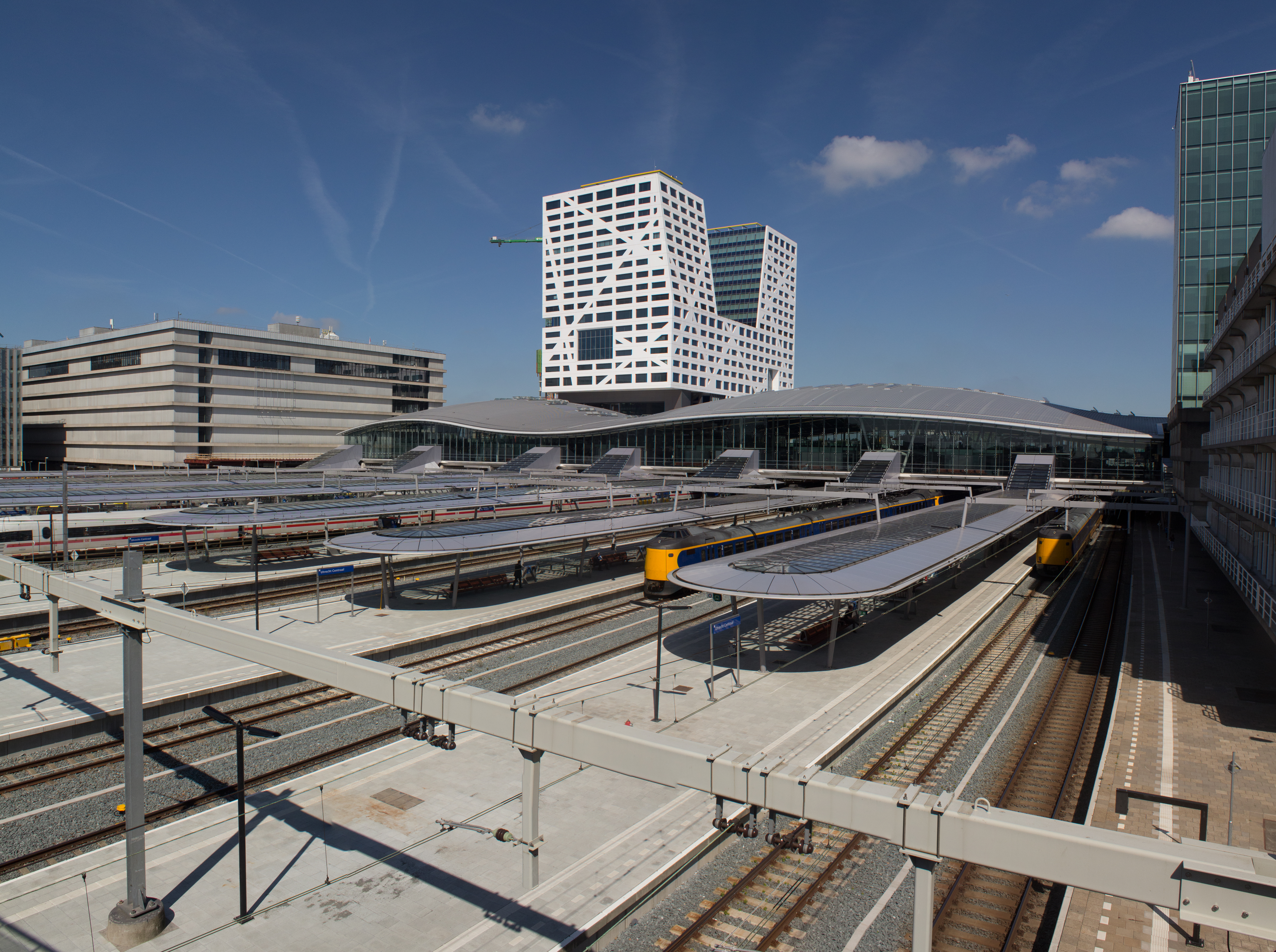
Station Utrecht Centraal ontworpen als OV-terminal in juni 2017 met midden op de foto het (witte) Stadskantoor.

Er waren al jaren plannen om het station uit te breiden en te verbouwen. Het college van Utrecht heeft ingestemd met het definitieve ontwerp voor de nieuwe OV-Terminal: een integraal centraal station dat binnen één gebouw de afhandeling regelt voor trein, sneltram en bus. De OV-Terminal is op 7 december 2016 officieel geopend. Het station verwerkt ongeveer 55 miljoen reizigers per jaar. Verwacht wordt dat dat aantal in 2030 zal verdubbelen naar jaarlijks ongeveer de 100 miljoen reizigers per jaar. In 2008 begonnen de werkzaamheden aan het station.

### Ontwerp
Het ontwerp is gemaakt door Movares en Benthem Crouwel Architecten en is in december 2005 aangeboden aan de beide opdrachtgevers, de gemeente Utrecht en het ministerie van Verkeer en Waterstaat.
Van de nieuwe OV-terminal is op 12 juli 2007 een schaalmodel onthuld in Madurodam. Het station is daarmee het eerste gebouw in Nederland dat al in Madurodam te zien is voor het in het echt gebouwd is.

### Details
Het plan was aanvankelijk om de eindhalte van de sneltram te verplaatsen van de oostkant naar de westkant van het station (Jaarbeurszijde). Maar vanwege de aanleg van een tramlijn naar De Uithof, waarbij deze nieuwe lijn verbonden zal worden aan de bestaande sneltram, is deze verplaatsing niet doorgegaan. Wel is er aan zowel de oost- als westzijde van de OV-terminal een busstation gekomen. Het station zelf heeft een ruime lichte hal met een grote glazen wand gekregen. Ook is er een overdekte stalling voor 12.500 fietsen gekomen onder het al eerder genoemde oostelijke stationsplein. Er zouden speciale voorzieningen aangelegd worden voor de HSL-Oost, maar deze hogesnelheidslijn is niet aangelegd. Het Centraal Station vormt  niet meer een geheel met het winkelcentrum Hoog Catharijne; er is een nieuw hooggelegen voorplein gebouwd. En de looproute tussen de binnenstad en de Jaarbeurs gaat niet meer door de stationshal, maar erlangs.
Noordertunnel; In juni 2008 werden de werkzaamheden aan de Noordertunnel gestart. De tunnel werd gerenoveerd, omdat men die tunnel onveilig vond. De renovatie van de Noordertunnel is bewust voor de verbouwing van de stationshal gedaan zodat de tunnel tijdens de verbouwing van de stationshal altijd beschikbaar bleef als alternatieve route. Er kwamen nieuwe verlichting, vertrekstaten, reclameborden en CTA's. De ontwikkelaars waren ProRail en de gemeente Utrecht en de architect Benthem Crouwel. De renovatie is in 2009 afgerond. In 2019 is de Noordertunnel aangesloten op het Noordgebouw.
Moreelsebrug; Ten zuiden van het station is op 16 december 2016 een fiets- en voetgangersbrug, de Moreelsebrug over het spoor geopend. De werktitel van deze brug was Rabobrug, naar de Rabobank die bijdraagt aan de bouw. De ontwerper is CEPEZED Architecten uit Delft en de opdrachtgever is de gemeente Utrecht. Na een prijsvraag werd de naam van de brug gekozen. De naam werd Moreelsebrug, naar Hendrick Moreelse, een 17e-eeuwse burgemeester van Utrecht met grote uitbreidingsplannen voor de stad. De brug begint aan de westkant bij het hoofdkantoor van de Rabobank aan de Rabostraat, gaat over de sporen, en eindigt naast het hoofdkantoren van NS en ProRail aan de oostzijde van het station.

## Lombokplein
Op de kop van Lombok komt een nieuw plein op de plek van het huidige verkeersknooppunt Westplein. Het huidige verkeersknooppunt verdwijnt. Het plein verbindt de Kanaalstraat en de voetgangersverbinding langs de Leidse Rijn richting de ‘oude stad’. De gemeente moet nog beslissen of het verkeer langs het plein zal gaan of door een tunnel wordt geleid.
De bewoners zijn een initiatief gestart genaamd Ontwikkelgroep Lombok Centraal die veel tijdelijke projecten rondom Westplein organiseert zoals het paviljoen 'Pas op de Plaats', picknicks en mobiele tuinen en strijd voor de tunnel onder het lombokplein.